# Torneo Apertura 2016 de Segunda División de Costa Rica
El Torneo de Apertura 2016 (también conocida como la Liga Movistar por motivos de patrocinio) es la edición 80.° del torneo de liga de la Segunda División del fútbol costarricense; en él se dio inicio la reestructuración del formato con respecto a las visitas de los equipos, otorgando una mayor cercanía entre ellos y evitar grandes costos en itinerarios.
Para la temporada 2016-2017, las principales novedades serán el debut del Sporting San José, el cual tomó la franquicia vacante que dejó Generación Saprissa, así como el regreso de Uruguay de Coronado, y la nueva incorporación del conjunto de Santa Rosa y también de la Asociación Deportiva Municipal San Ramón, la cual toma con alquiler con opción de compra la franquicia del Deportivo Cartagena.

## Sistema de competición
El torneo de la Liga Movistar está conformado en dos partes:
- Fase de clasificación: Se integra por las 15 jornadas de cada grupo.
- Fase final: Se integra por los partidos de cuartos de final, semifinal y final.

### Fase de clasificación
En la fase de clasificación se observará el sistema de puntos. La ubicación en la tabla general está sujeta a lo siguiente:
- Por juego ganado se obtendrán tres puntos.
- Por juego empatado se obtendrá un punto.
- Por juego perdido no se otorgan puntos.

En esta fase participan los 18 clubes de la Liga Movistar, los cuales son divididos en tres grupos. A diferencia de la temporada anterior, las jornadas se disputarán únicamente entre los equipos de cada grupo, por lo que no podrán enfrentarse todos contra todos, para agilizar los costos de los itinerarios y reducir las largas distancias entre las provincias.
El orden de los clubes al final de la fase de calificación del torneo corresponderá a la suma de los puntos obtenidos por cada uno de ellos y se presentará en forma descendente. Si al finalizar las 15 jornadas del torneo, dos o más clubes estuviesen empatados en puntos, su posición en la tabla general será determinada atendiendo a los siguientes criterios de desempate:
1. Mayor diferencia positiva general de goles. Este resultado se obtiene mediante la sumatoria de los goles anotados a todos los rivales, en cada campeonato menos los goles recibidos de estos.
2. Mayor cantidad de goles a favor, anotados a todos los rivales dentro de la misma competencia.
3. Mejor puntuación particular que hayan conseguido en las confrontaciones particulares entre ellos mismos.
4. Mayor diferencia positiva particular de goles, la cual se obtiene sumando los goles de los equipos empatados y restándole los goles recibidos.
5. Mayor cantidad de goles a favor que hayan conseguido en las confrontaciones entre ellos mismos.
6. Como última alternativa, el comité de competición realizaría un sorteo para el desempate.

### Fase final
Al término de la primera fase, los dos equipos mejores ubicados de cada grupo clasifican directamente a los cuartos de final, mientras que otros dos que hayan quedado como mejores terceros también avanzan a la ronda eliminatoria. El orden las etapas es el siguiente:
- Cuartos de final
- Semifinales
- Final

En esta etapa, los equipos clasificados se ubican en la tabla general para conocer su posición, desde el primero hasta el octavo. Los partidos de cuartos de final se jugarán de la siguiente manera:
| - 1° vs 8° - 3° vs 6° | - 2° vs 7° - 4° vs 5° |

Los encuentros de las semifinales se disputarán de esta forma:
| - 1° vs 4° | - 2° vs 3° |

Disputarán el título de Campeón del Torneo de Apertura 2016, los dos clubes vencedores de la fase semifinal correspondiente, reubicándolos del uno al dos, de acuerdo a su mejor posición en la tabla general de clasificación al término de la jornada 15 de la competencia. Además, el conjunto vencedor garantiza un puesto en la final nacional por el Ascenso, en caso de repetir el título en el torneo de Clausura, ascenderá automáticamente.

## Arbitraje
A continuación se mencionarán los árbitros que estarán presentes en el campeonato:
| - Medardo Quesada - Steven Madrigal - Geiner Zúñiga - Rigo Prendas - Jimmy Torres | - Benjamín Pineda - Diego Cantillo - Félix Quesada - Christian Hernández |

### Uniformes
| Uniforme Arbitral Negro | Uniforme Arbitral Amarillo | Uniforme Arbitral Naranja | Uniforme Arbitral Rosa | Uniforme Arbitral Blanco |

## Ascenso y descenso
| Pos | a la Liga Movistar       |
| --- | ------------------------ |
| 12º | C.S. Uruguay de Coronado |

| Pos | a la Liga FPD   |
| --- | --------------- |
| 1º  | A.D. San Carlos |

| Pos | a la LINAFA |
| --- | ----------- |
| 18º | Real Pococí |

| Pos | a la Liga Movistar |
| --- | ------------------ |
| 1º  | A.D. Santa Rosa    |

## Información de los equipos
| Equipo                                                                    | Ciudad                   | Estadio                            | Capacidad | Entrenador             | Transmisión |
| ------------------------------------------------------------------------- | ------------------------ | ---------------------------------- | --------- | ---------------------- | ----------- |
| AD Barrio México                                                          | Guadalupe                | Estadio Coyella Fonseca            | 4,500     | Gustavo Martínez       |             |
| AD Cariari Pococí                                                         | Pococí                   | Estadio Comunal de Cariari         | 2,000     | Gonzalo Rosales        |             |
| AD Guanacasteca                                                           | Nicoya                   | Estadio Chorotega                  | 5,000     | Francisco Arias        |             |
| AD Jicaral Sercoba                                                        | Jicaral                  | Estadio Luis Antonio Briceño       | 2,000     | Rónald Mora            |             |
| AD Santa Rosa                                                             | Santa Cruz               | Polideportivo de Cartagena         | 4,105     | Luis Fernández Texeira |             |
| AS Puma                                                                   | San Isidro de El General | Polideportivo de Pérez Zeledón     | 1,500     | Edgar Carvajal         |             |
| Aserrí FC                                                                 | Aserrí                   | Polideportivo de Aserrí            | 1,000     | Bandera de Costa Rica  |             |
| COFUTPA Palmares                                                          | Palmares                 | Estadio Jorge Palmareño Solís      | 4,000     | Leonel Vásquez         |             |
| CS Uruguay de Coronado                                                    | Vázquez de Coronado      | Municipal El Labrador              | 3,500     | Luis Torres            |             |
| Jacó Rays FC                                                              | Jacó                     | Estadio Municipal de Garabito      | 2,200     | Luis Diego Arnáez      |             |
| Juventud Escazuceña                                                       | Escazú                   | Estadio Nicolás Masís              | 3,000     | Juan Diego Quesada     |             |
| Municipal Coto Brus                                                       | San Vito                 | Estadio Hamilton Villalobos        | 2,800     | Hernán Fernando Sosa   |             |
| Municipal Grecia                                                          | Grecia                   | Estadio Allen Riggioni Suárez      | 4,000     | Walter Centeno         |             |
| Municipal San Ramón                                                       | San Ramón                | Guillermo Vargas Roldán            | 4,000     | Marcelo Bruno          |             |
| Archivo:600px Bisection vertical White HEX-FF0000.svg Municipal Turrialba | Turrialba                | Estadio Rafael Ángel Camacho       | 4,500     | Néstor Mario Carrera   |             |
| Puntarenas FC                                                             | Puntarenas               | Estadio Miguel Lito Pérez          | 4,105     | Bandera de Costa Rica  |             |
| Selección de Osa                                                          | Ciudad Cortés            | Estadio Municipal de Ciudad Cortés | 1,000     | Alfredo Morales        |             |
| Sporting San José                                                         | Pavas                    | Ernesto Rohrmoser                  | 3,000     | Randall Row            |             |

### Máximos goleadores
| Pos. | Jugador       | Equipo             | Goles |
| ---- | ------------- | ------------------ | ----- |
| 1.º  | Frank Zamora  | Municipal Grecia   | 5     |
| 2.º  | Jordy Robles  | AS Puma Generaleña | 3     |
| 3.º  | Daniel Quirós | Puntarenas FC      | 3     |

## Tablas de Posiciones

### Grupo A
|  |    | Equipo              | PJ | G | E | P  | GF | GC | Dif | Pts |
|  | -- | ------------------- | -- | - | - | -- | -- | -- | --- | --- |
|  | 1. | Jicaral Sercoba     | 15 | 9 | 4 | 2  | 28 | 8  | +20 | 28  |
|  | 2. | Puntarenas FC       | 15 | 8 | 4 | 3  | 24 | 12 | +12 | 28  |
|  | 3. | AD Guanacasteca     | 15 | 5 | 7 | 3  | 17 | 15 | +2  | 22  |
|  | 4. | Municipal San Ramón | 15 | 6 | 3 | 6  | 18 | 13 | +5  | 21  |
|  | 5. | AD Santa Rosa       | 15 | 3 | 3 | 9  | 16 | 33 | -17 | 12  |
|  | 6. | COFUTPA Palmares    | 15 | 2 | 3 | 10 | 12 | 34 | -22 | 9   |

| Palmares     | 3 - 1 | Santa Rosa    |                     | Palmareño Solís |
| Jicaral      | 0 - 1 | Puntarenas FC | Cancha Asoc. Cívica |                 |
| Guanacasteca | 2 - 0 | San Ramón     | Chorotega           |                 |

|  | - |
|  | - |
|  | - |

|  | - |
|  | - |
|  | - |

|  | - |
|  | - |
|  | - |

|  | - |
|  | - |
|  | - |

|  | - |
|  | - |
|  | - |

|  | - |
|  | - |
|  | - |

|  | - |
|  | - |
|  | - |

|  | - |
|  | - |
|  | - |

|  | - |
|  | - |
|  | - |

|  | - |
|  | - |
|  | - |

|  | - |
|  | - |
|  | - |

### Grupo B
|  |    | Equipo                                                                    | PJ | G  | E | P  | GF | GC | Dif | Pts |
|  | -- | ------------------------------------------------------------------------- | -- | -- | - | -- | -- | -- | --- | --- |
|  | 1. | Municipal Grecia                                                          | 15 | 10 | 2 | 3  | 41 | 18 | +23 | 29  |
|  | 2. | AD Barrio México                                                          | 15 | 8  | 4 | 3  | 21 | 17 | +4  | 28  |
|  | 3. | CS Uruguay de Coronado                                                    | 15 | 6  | 4 | 5  | 28 | 20 | +8  | 22  |
|  | 4. | AD Cariari Pococí                                                         | 15 | 6  | 2 | 7  | 31 | 34 | -3  | 20  |
|  | 5. | Archivo:600px Bisection vertical White HEX-FF0000.svg Municipal Turrialba | 15 | 4  | 3 | 8  | 17 | 33 | -16 | 15  |
|  | 6. | Aserrí FC                                                                 | 15 | 2  | 3 | 10 | 20 | 36 | -16 | 9   |

| Municipal Grecia | 5 - 1 | Aserrí FC     | 7 de agosto | Allen Riggioni       | 11:00 |
| Uruguay          | 5 - 1 | Cariari       | 7 de agosto | Labrador             | 11:00 |
| Turrialba        | 0 - 0 | Barrio México | 7 de agosto | Rafael Ángel Camacho | 14:00 |

| Barrio México    | 2 - 2 | Uruguay de Coronado | 13 de agosto | Labrador       | 15:00 |
| Municipal Grecia | 3 - 1 | Turrialba           | 14 de agosto | Allen Riggioni | 11:00 |
| Cariari          | 3 - 3 | Aserrí FC           | 14 de agosto | Comunal        | 14:00 |

| Barrio México | 2 - 1 | Cariari          | 20 de agosto | Labrador             | 15:00 |
| Uruguay       | 1 - 1 | Municipal Grecia | 20 de agosto | Labrador             | 19:00 |
| Turrialba     | 2 - 2 | Aserrí FC        | 21 de agosto | Rafael Ángel Camacho |       |

| Municipal Grecia | 1 - 1 | Barrio México | 28 de agosto | Allen Riggioni          | 11:00 |
| Aserrí FC        | 1 - 1 | Uruguay       | 28 de agosto | Polideportivo de Aserrí | 12:00 |
| Turrialba        | 1 - 3 | Cariari       | 28 de agosto | Rafael Ángel Camacho    | 14:00 |

| Cariari       | 2 - 1 | Municipal Grecia | 31 de agosto | Comunal  | 15:00 |
| Barrio México | 2 - 1 | Aserrí FC        | 31 de agosto | Labrador | 15:00 |
| Uruguay       | 1 - 2 | Turrialba        | 31 de agosto | Labrador | 19:30 |

| Barrio México | 3 - 1 | Turrialba        | 3 de septiembre | Labrador                       | 15:00 |
| Aserrí FC     | 1 - 5 | Municipal Grecia | 4 de septiembre | Polideportivo de Aserrí/small> | 11:00 |
| Cariari       | 3 - 1 | Uruguay          | 4 de septiembre | Comunal                        | 14:00 |

| Uruguay   | 1 - 2 | Barrio México    |  |  |  |
| Turrialba | 0 - 4 | Municipal Grecia |  |  |  |
| Aserrí FC | 3 - 1 | Cariari          |  |  |  |

|  | - |
|  | - |
|  | - |

| Uruguay       | 2 - 0 | Aserrí FC        | 24 de septiembre | Labrador          | 19:00 |
| Barrio México | 1 - 0 | Municipal Grecia | 25 de septiembre | Ernesto Rohrmoser | 13:00 |
| Cariari       | -     | Turrialba        | 25 de septiembre | Comunal           | 14:00 |

|  | - |
|  | - |
|  | - |

### Grupo C
|  |    | Equipo              | PJ | G | E | P  | GF | GC | Dif | Pts |
|  | -- | ------------------- | -- | - | - | -- | -- | -- | --- | --- |
|  | 1. | Sporting San José   | 15 | 8 | 5 | 2  | 21 | 7  | +14 | 29  |
|  | 2. | Juventud Escazuceña | 15 | 7 | 4 | 4  | 17 | 11 | +6  | 25  |
|  | 3. | AS Puma             | 15 | 7 | 3 | 5  | 27 | 19 | +8  | 24  |
|  | 4. | Jacó Rays FC        | 15 | 6 | 3 | 6  | 27 | 23 | +4  | 21  |
|  | 5. | Municipal Coto Brus | 15 | 5 | 1 | 9  | 19 | 38 | -19 | 16  |
|  | 6. | Selección de Osa    | 15 | 3 | 2 | 10 | 16 | 29 | -13 | 11  |

| Palmares     | 3 - 1 | Santa Rosa    |                     | Palmareño Solís |
| Jicaral      | 0 - 1 | Puntarenas FC | Cancha Asoc. Cívica |                 |
| Guanacasteca | 2 - 0 | San Ramón     | Chorotega           |                 |

|  | - |
|  | - |
|  | - |

|  | - |
|  | - |
|  | - |

|  | - |
|  | - |
|  | - |

- Datos: Q26230720